# Forsvarsforliget 2010-2014
Forsvarsforliget 2010-2014 var et politisk forlig om det danske Forsvar.
Forliget består af en forligstekst med tre tilhørende bilag.
Forliget angiver at være baseret på Forsvarskommissionen af 2008.:2
Allerede et halvt år inde i forligsperioden viste et implementeringsnotat, at økonomien i forliget var anstrengt. Forliget blev ikke fuldt gennemført, idet det i utide blev afløst af Forsvarsforliget 2013-2017.

## Større ændringer
- Forliget forberedte ophævelse af det danske EU-forbehold på forsvarsområdet[1]:2,3.[a]
- Sammenlægning af officersskolerne skulle undersøges.[b]
- Forbedret økonomistyring optræder som et tværgående tema.[1]:5, 27, Bilag 3
- Hæren fik som mål samtidigt at kunne udsende op til to kampgrupper.[1]:6 Bataljonskampgruppen gøres til en central organisatorisk enhed.[1]:7 Antallet af operative Leopard 2-kampvogne reduceres fra 57 til 34 plus 4 i reserve[1]:22 og hærens luftværnskapacitet og panservænskapacitet afskaffes.[1]:23
- Søværnet skulle samtidtigt kunne udsende to fregatter.
- Flyvevåbnet skulle samtidigt kunne udsende tre bidrag. Antallet af F16-fly reduceres fra 48 til 30 operative fly, og processen frem mod anskaffelse af et nyt kampfly sættes i gang.[1]:7, 23
- Der etableres en kapacitet for Computer Network Operations.[1]:9